# G.A. Hagemanns Kollegium
G.A. Hagemanns Kollegium er et studenterkollegium på Østerbro i København oprettet af Gustav Adolph Hagemann i 1908. Kollegiets bygning ligger i Kristianiagade 10 og er tegnet af professor Albert Jensen. Kollegiet bebos af 61 studerende med minimum 1 års studietid fuldført. Desuden er mindst to tredjedele af dem studerende ved den Polytekniske Læreanstalt (det nuværende Danmarks Tekniske Universitet) og den resterende tredjedel studerende fra andre studier heriblandt fra Kunstakademiet i København (KADK), KU og CBS.

## Traditioner
- Gamle alumners fest (GAF)
- Nye alumners fest (NAF)
- Forårskoncert
- Store Bededag og tovtrækning på Kastellet
- Gustav Hagemanns fødselsdag (Skovturen)
- Midsommerfest
- Hjemkomstfest
- Mathilde Hagemanns fødselsdag (Mathilden)
- Generalforsamlinger

## Kollegiet under 2. verdenskrig
I starten af 1945 blev kollegiebygningen benyttet som lazaret for tyske krigsflygtninge.

## Kunst på kollegiet
Kollegiet har huset en række kendte malerier, bl.a.
- P.S. Krøyers Industriens Mænd, solgt 1958 til Frederiksborgmuseet for 20.000,-
- Axel Jarls Den gryende Dag
- J.F. Willumsens Bjergbestigersken og Fysikeren.